# کلاین پامپاو
کلاین پامپاو (به آلمانی: Klein Pampau) یک شهر در آلمان است که در هرتسوگتوم لاونبورگ واقع شده‌است.
 کلاین پامپاو  ۶۳۱ نفر جمعیت دارد.